# Truppe Reali Parmensi
Le Truppe Reali Parmensi indicavano la forza armata del Ducato di Parma e Piacenza. Era un'armata terrestre, senza una flotta militare, perché la nazione non aveva sbocchi sul mare.
Aveva compiti di difesa, ma anche di mantenimento dell'ordine pubblico.

## Storia
Nate con la creazione dello Ducato di Parma e Piacenza, nel 1545, hanno partecipato a tutti i conflitti della penisola nel XVI secolo. Si sono costituite durante la Guerra d'Italia del 1542-1546, e hanno lottato a fianco dello Stato Pontificio e Sacro Romano Impero.
L'11 giugno 1859, durante la seconda guerra d'indipendenza italiana, presso Gualtieri, nel territorio del confinante ducato di Modena e Reggio, le Truppe Reali Parmensi furono sciolte dal giuramento di fedeltà alla duchessa reggente.
Furono integrate nella Regia Armata Sarda.

## Organizzazione

### Struttura militare
Composto da specialità di cavalleria e fanteria, non prevedeva una flotta, ma solo alcuni reparti anfibi per combattere nei pressi dei fiumi. Verso la fine della sua attività erano presenti unità di cavalleggeri, carabinieri e lanceri.

### Armamento
Era armato con armi che gli erano state date dai suoi alleati.
FANTERIA 
Con la ricostituzione dell'esercito ducale nel 1814, le prime unità furono armate con il fucile francese da fanteria mod.annoIX, però insufficienti; allora furono richiesti fucili all'Austria, che non ne aveva disponibili di modello austriaco, ma inglesi si.
Nel 1815 arrivarono le prime forniture di "Brown bess" India Pattern, che saranno sostituiti nel 1840 con fucili da fanteria mod.1838 austriaci, i quali dal 1845 saranno convertiti a percussione. 
Nei suoi ultimi anni di vita la fanteria ducale sarà equipaggiata con fucili Lorenz mod.1854.
CAVALLERIA 
Le unità di cavalleria rimarranno armate con vecchie carabine napoleoniche seppur in cattive condizioni, a causa del loro continuo utilizzo, una parte sarà convertita a percussione ma il processo di ammodernamento sarà rallentato dai moti del 1848.
ARTIGLIERIA 
Al momento della sua ricostituzione nel 1814 l'artiglieria da campagna era inesistente, quella da fortezza era composta da 2 pezzi da 4 libbre a difesa della cittadella di Parma, e alcuni al forte di Compiano, che verranno trasferiti al forte di Bardi, in quanto, i francesi li avevano asportati durante la loro ritirata. 
Nei primi anni 40 la situazione era modestamente cambiata in quanto a Parma erano presenti 6 pezzi di artiglieria, al forte di Bardi 5 cannoni, 2 obici e 57 spingarde e al forte di Compiano 3 piccoli mortai.

### Gradi militari
Si conosce la gerarchia militare dal XVIII secolo fino al 1859, ma nei secoli addietro usava gerarchie standard, utilizzate dagli altri eserciti.
- Duca di Parma (Comandante in capo)
- Generale di divisione
- Generale di brigata
- Colonnello
- Tenente colonnello
- Maggiore
- Capitano
- Tenente
- Sottotenente
- Cadetto (breve ferma di addestramento)
- Sergente maggiore
- Sergente
- Cadetto sergente (breve ferma di addestramento)
- Caporale
- Cadetto caporale (breve ferma di addestramento)
- Vice caporale
- Soldato
- Recluta

### Uniforme
Dal XVIII secolo in poi adotto delle uniformi blu e rosse, per gli ufficiali c'erano anche divise bianche.
La cavalleria aveva divise blu decorate con alamari bianche, mentre la fanteria aveva le divise blu e rosse. Alcuni reparti avevano un elmetto simile a quello prussiano, ma era utilizzato dai piantoni e dai reparti di protezione del duca.

## Reclutamento
Venivano arruolati i cittadini di sana e robusta costituzione fisica e di giovane età.
In alcuni periodi, in cui c'erano molte guerre esisteva la circoscrizione obbligatoria, mentre nei periodi di pace l'arruolamento era volontario.

## Onorificenze
- Medaglia di anzianità per le reali truppe